# Pelham Parkway (línea White Plains Road)
Pelham Parkawy es una estación en la línea White Plains Road del Metro de Nueva York de la división A del Interborough Rapid Transit Company (IRT). La estación se encuentra localizada en Pelham Parkway, Bronx entre Pelham Parkawy y White Plains Road. Los trenes del servicio  se detienen las 24 horas, mientras que los del servicio  sólo se detienen en hora pico.